# Leptomerycidae
Leptomerycidae é uma família extinta de mamíferos da ordem Artiodactyla. Ocorreu na América do Norte do Eoceno ao Mioceno.

## Taxonomia
A família foi criada por Karl Alfred von Zittel em 1893. Leptomerycidae está classificada na superfamília Traguloidea.
- Gênero Leptomeryx Leidy, 1853 [do Eoceno Médio ao Mioceno Inferior da América do Norte]
- Gênero Pseudoparablastomeryx Frick, 1937 [Mioceno da América do Norte]
- Gênero Pronodens Koerner, 1940 [do Eoceno Médio ao Oligoceno Superior da América do Norte]
- Gênero Hendryomeryx Black, 1978 [do Eoceno Médio ao Oligoceno Inferior da América do Norte]